# Emblemasoma macropodum
Emblemasoma macropodum är en tvåvingeart som först beskrevs av Carroll William Dodge 1967.  Emblemasoma macropodum ingår i släktet Emblemasoma och familjen köttflugor. Inga underarter finns listade i Catalogue of Life.